# 教育現場
教育現場（きょういくげんば）とは、直接児童・生徒を指導する学校や、これを監督する教育委員会などを指す。主に、義務教育について用いる。

## 日本における状況

### 終戦後期～高度経済成長期
義務教育が創設されたばかりの明治時代初期を除き、戦前・戦中・そうして少なくとも1960年代までの教員は、医師や弁護士と並ぶ尊敬される職業とされた。
児童・生徒が、学校で叱責されたら、家庭でもう1度叱責されるほど、教育現場に携わる教員の地位は高かった。当時の日本の教育現場を見た欧米人が、「日本社会の小学校は、ヨーロッパ社会の教会に当たる」とも述べたほどだった。

### オイルショック期以降
しかし、日本が経済的に豊かになった1970年頃から、権利を主張する保護者が増えてくる。当時は過保護と呼ばれた。とは言え、当時は管理教育全盛の時期でもあり、教員にクレームをつける保護者はいても、学校にクレームをつける保護者は少なかった。
教員の専門性に目を付け、学園ドラマが全盛を迎えたのは、1980年前後である。保護者のクレームに耐えつつも、児童・生徒との心温まる交流を描いた一連のドラマ群は、現実にはあり得なくとも、あったらいいのにと思わせる程度のリアリティはあった。もっとも、学園ドラマに憧れて教員になり、夢破れて教壇を去る者も少なくなかったという。

### 平成以降
だが、1990年代後半以降、教育現場の景色は寒々しいものになっていく。保護者が学校にクレームを付けるのは当たり前となり、教員を尊敬しなくなった。事件・事故を恐れる教育現場が、教員を含めた周囲の大人が児童・生徒と交流することを、規制し始めた。教育現場は、心温まる交流の世界とは、かけ離れたものとなっていった。職務の重圧から、自殺をする教員も珍しくなくなった。この傾向は、好転する兆候はない。

## 外部に対する批判
なお、教育現場に対する意見・批判に対して、教員が好んで用いる言葉に、「教育現場を知らない」といったものがある。この言葉は、主に政治による教育政策や、社会学者による教育現場批判に対して用いられる。